# Theridion amatitlan
Theridion amatitlan là một loài nhện trong họ Theridiidae.
Loài này thuộc chi Theridion. Theridion amatitlan được Herbert Walter Levi miêu tả năm 1963.